# Lymantria microcyma
Lymantria microcyma este o specie de molii din genul Lymantria, familia Lymantriidae, descrisă de Collenette 1937 Conform Catalogue of Life specia Lymantria microcyma nu are subspecii cunoscute.